# Mikarie pospolitá
Mikarie pospolitá (Micaria sociabilis) je pavouk z čeledi skálovkovití. Jedná se o evropský druh pavouka, v Česku je kriticky ohrožený. Žije v blízkosti mravenců lužních a vyskytuje se u něj poměrně vzácný reverzní sexuální kanibalismus.

## Popis
Samec a samice jsou přibližně stejně velcí – samci mívají od 2,4 do 4 mm a samice 3 až 4 mm, pohlavní dimorfismus tedy není příliš výrazný. Zbarvením i pohybem mikarie napodobuje mravence lužního (Liometopum microcephalum). Hlavohruď má oválný tvar a hnědé zbarvení s bronzovým leskem. Zadeček je oválný, černý s bílou linkou uprostřed, a jsou na něm lesklé proužky resp. šupinky. Končetiny pavouka jsou hnědavé kromě femurů (stehen), které mají tmavší barvu. Celé tělo je pokryto šupinkovitými chloupky.

## Výskyt
Evropský druh pavouka, vyskytující se ve Francii, Španělsku, Itálii, střední Evropě, Balkánu, Turecku, Ukrajině a na jihu Ruska. V ČR je velmi vzácný, vázaný na kolonie mravence lužního. Vyskytuje se jen na jižní Moravě na několika málo lokalitách v Lednicko-valtickém areálu. Nejčastějším biotopem jsou kmeny starých a většinou solitérních dubů letních (Quercus robur) v parcích a okrajích lesů.

## Způsob života
Pavouk má nejvyšší sezónní aktivitu během letních měsíců a je nejaktivnější v odpoledních hodinách stejně jako mravenec lužní.  Pavouci zřejmě přezimují ve stádiu dospělých samců a pohlavně nedospělých (subadultních) samic.

### Mimikry
Mikarie pospolitá uplatňuje myrmekomorfii, přesněji tzv. batesovské mimikry. Žije výhradně v blízkosti mravenišť vzácných mravenců lužních, k jejichž pachům je přitahována; pavouk imituje mravence barevně a chováním, pohybuje se velmi rychle a stejně nevyzpytatelně, má ale jiný tvar těla. Neproniká do mravenčího hnízda, ale skrývá se ve štěrbinách kůry. Mravence neloví, zaměřuje se na chvostoskoky a dvoukřídlé, mimikry jí slouží jako ochrana před predátory, jimiž jsou zřejmě další pavouci, kutilky rodu Tracheliodes a ptáci. Mravenec lužní se vůči mikariím chová velmi agresivně, a při vzájemném přiblížení se pavouk rychle schovává do škvíry v kůře stromu, aby se vyhnul kontaktu a potenciálnímu útoku.

### Rozmnožování a reverzní sexuální kanibalismus
U mikarií pospolitých nebyly během rozmnožování pozorovány žádné námluvy. Sameček chytí samičku svými končetinami, vyleze na hlavohruď samice a otočí se tak, aby pedipalpem dosáhl k její epigyně. Samci jsou po páření schopni ucpat pohlavní orgán samice výměšky ze žlázy v pedipalpě, čímž se snaží zabránit oplodnění samice jinými samci. Po kopulaci samice tkají několik drobných plochých kokonů, v nichž se nachází jedno až pět vajíček. Kokon je připevňován do prasklin v kůře v blízkosti kolonie mravenců. Velikost kokonu v průměru činí 2 mm a velikost jednoho vajíčka 0,6 mm. V laboratorních podmínkách byla průměrná doba inkubace 16 dnů, a průměrná velikost vylíhnutého mláděte 1,27 mm. Samice kokon nestřeží.
Velkou zvláštností těchto pavouků je jejich reverzní sexuální kanibalismus; u velkého množství pavouků má samička kanibalské sklony a zabíjí samečky, u mikarie pospolité je tomu naopak. Během výzkumu v roce 2008 bylo toto chování zaznamenáno v 11 % případů. Podobně jako při páření, i kanibalismus nastal většinou nedlouho po prvním kontaktu jedinců; kanibalismus po kopulaci se objevil pouze v jednom případě. Samec, vykazující toto chování, byl vždy větší než samice, během experimentu zabil v průměru 2 až 3 jedince opačného pohlaví, žádný z kanibalistických samců ale nezabil všechny nabídnuté samice. Ve většině případů zabíjejí samci z druhé roční generace „staré“ samice z první generace, které už se spářily, a to především v době nedostatku potravy.

## Ochrana
Pavouk je v České republice pokládán za kriticky ohrožený druh, což je způsobeno jeho vazbou na také kriticky ohroženého mravence lužního. Většina jeho stanovišť je územně chráněna.

## Možnost záměny
- Mikarie mravencovitá (Micaria formicaria)
- Brabenčík obecný (Phrurolithus festivus)